# Džamija Badšahi
Džamija Badšahi (istočnopandžapski jezik i urdu: بدشهی مسجد‎, ili „Carska džamija”) džamija je iz mogulskog doba u Lahoreu, glavnom gradu pakistanske pokrajine Pendžab. Džamija se nalazi zapadno od tvrđave Lahore na periferiji grada Lahorea i naširoko se smatra jednom od najznačajnijih znamenitosti Lahorea.
Džamiju Badšahi dao je sagraditi car Aurangzeb 1671. godine, a gradnja džamije trajala je dvije godine do 1673. godine. Važan je primjer mogulske arhitekture, s vanjskim dijelom ukrašenim klesanim crvenim pješčenjakom s umetnutim mramorom. To je najveća i najnovija od velikih carskih džamija mogulskog doba i druga je najveća džamija u Pakistanu. Nakon pada Mogulskog Carstva, džamija je služila kao garnizon Carstva Sikha i Britanskog Carstva, a sada je jedna od najpoznatijih znamenitosti Pakistana.
Džamija se nalazi pored Lahorea u Pakistanu. Ulaz u džamiju nalazi se na zapadnoj strani pravokutnog vrta Hazuri i okrenut je prema poznatim vratima Alamgiri tvrđave Lahore, koja se nalazi na istočnoj strani vrta Hazuri. Džamija se također nalazi pored vrata Rošnai, jednih od originalnih trinaest vrata Lahorea, smještenih na južnoj strani vrta Hazuri.

## Galerija
- Džamija je vrlo posjećena za vrijeme ramazana.
- Fotografija džamije s reflesijom.
- Ornamenti na glavnoj zgradi.
- Kraljevska vrata.